# Movimiento Nacionalista Revolucionario
Movimiento Nacionalista Revolucionario (dansk: Den Revolutionære Nationalistiske Bevægelse), også kendt blot som MNR, er et politisk parti i Bolivia. Partiet blev stiftet i 1941 af bl.a. Víctor Paz Estenssoro, som var leder af partiet i næsten 50 år fra dets begyndelse til 1990.
| Politik | Spire Denne artikel om politik og ideologi er en spire som bør udbygges. Du er velkommen til at hjælpe Wikipedia ved at udvide den. |